# Tovomita acutiflora
Tovomita acutiflora är en tvåhjärtbladig växtart som beskrevs av M.S. de Barros och G. Mariz. Tovomita acutiflora ingår i släktet Tovomita och familjen Clusiaceae. Inga underarter finns listade i Catalogue of Life.